# Alan J. Auerbach
Alan J. Auerbach (nacido en 1951) es un economista estadounidense.

## Biografía
Recibió su licenciatura en economía y matemáticas de la Universidad Yale y obtuvo su doctorado en economía en la Universidad de Harvard, donde más tarde trabajaría como  asistente y profesor asociado. Posteriormente fue profesor de derecho y economía en la Universidad de Pensilvania.
Actualmente se desempeña como director del Centro Robert D. Burch de Política Fiscal y Finanzas Públicas de la Universidad de California en Berkeley.
Es miembro de la Academia Estadounidense de Artes y Ciencias y de la Sociedad Econométrica. Fue Subjefe de Gabinete del Comité Conjunto de Impuestos de Estados Unidos en 1992.
Es autor de numerosos artículos, libros y reseñas. Es editor pasado o presente de seis revistas, incluidas Journal of Economic Literature, American Economic Review, National Tax Journal e International Tax and Public Finance.

## Obra seleccionada
- (1987) "Manual de Economía Pública". Elsevier Science Limited.
- (1998) Auerbach y Kotlikoff, "Macroeconomía: un enfoque integrado". MIT Press. ISBN 9780262511032.
- (2007) “La tributación de la renta empresarial en el siglo XXI”. Cambridge University Press. ISBN 9780521870221.